# Ильинка (Кувандыкский район)
Ильинка — село в Кувандыкском городском округе Оренбургской области России.

## География
Село находится на востоке центральной части Оренбургской области, на правом берегу реки Урал, при автодороге М5, на расстоянии примерно 23 километров (по прямой) к югу от города Кувандык, административного центра района. Абсолютная высота — 158 метров над уровнем моря.
Климат
Климат характеризуется как умеренно континентальный, с четырьмя чётко выраженными временами года. Абсолютный минимум температуры воздуха самого холодного месяца (января) составляет −45 °C; абсолютный максимум самого тёплого месяца (июля) — 42 °C. Среднегодовое количество атмосферных осадков составляет 300—550 мм, из которых около 70 % выпадает в весенне-летний период. Снежный покров довольно устойчив и держится в течение 150 дней в году.
Часовой пояс
Село Ильинка, как и вся Оренбургская область, находится в часовой зоне МСК+2. Смещение применяемого времени относительно UTC составляет +5:00.

## История
Основано 20 июля 1742 г. как Ильинская крепость. До 1 мая 2015 года являлось центром ныне упразднённого Ильинского сельсовета.

## Население
| 2010 |
| ---- |
| 835  |

Гендерный состав
По данным Всероссийской переписи населения 2010 года в гендерной структуре населения мужчины составляли 56,6 %, женщины — соответственно 43,4 %.
Национальный состав
Согласно результатам переписи 2002 года, в национальной структуре населения русские составляли 51 % из 773 чел., татары — 42 %.